# Mead (Nebraska)
Mead – wieś w Stanach Zjednoczonych, w stanie Nebraska, w hrabstwie Saunders.